# Елк Ридж
Елк Ридж (на английски: Elk Ridge) е град в окръг Юта, щата Юта, САЩ. Елк Ридж е с население от 1838 жители (2000) и обща площ от 7,2 km². Намира се на 1632 m надморска височина. ЗИП кодът му е 84651, а телефонният му код е 801.